# Union des universités Ruhr Métropole

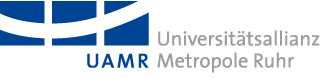
Logo de l'Union des universités Ruhr Métropole (Universitätsallianz Metropole Ruhr)

L'Union des universités Ruhr Métropole (en allemand : Universitätsallianz Metropole Ruhr (UAMR)), créée le 12 mars 2007, regroupe les établissements de l'université de la Ruhr à Bochum, l'université de Dortmund et l'université de Duisbourg et Essen dans la Ruhr. Elle constitue un réseau universitaire de 89 000 étudiants, 1 250 professeurs, avec une diversité unique de disciplines. Le but de l'alliance est de promouvoir les atouts de chacune des universités et de poursuivre la recherche ainsi que des programmes communs d'enseignement avec l'objectif d'établir la Ruhr comme une région d'excellence dans l'enseignement supérieur.